# Gustav Wilke (Jurist)
Gustav Wilke (* 26. Dezember 1889 in Leipzig; † 17. Mai 1938 bei Erlaa) war ein deutscher Verwaltungsjurist.

## Leben
Wilke absolvierte ein Studium der Rechtswissenschaften und bestand das erste und zweite Staatsexamen mit Auszeichnungen. Er promovierte 1913 zum Dr. iur. mit der Arbeit: Bedingte Wechselverbindlichkeiten. und studierte im Anschluss Wirtschaftswissenschaften. 1921 promovierte Wilke zum Dr. rer. pol. mit seiner Arbeit: Die Entwicklung der Theorie des staatlichen Steuersystems in der deutschen Finanzwissenschaft des 19. Jahrhunderts. 1928 wirkte er als Oberlandesgerichtsrat in Dresden. Im Jahr 1935 wechselte Wilke als Ministerialrat in das Reichsjustizministerium und war persönlicher Referent des Staatssekretärs Franz Schlegelberger. Auf einer Dienstreise anlässlich des Anschlusses Österreichs unternahm Wilke mit seinem Vorgesetzten Schlegelberger einen Ausflug zum Semmering-Pass. Auf der Rückreise nach Wien wurde deren Wagen sechs Kilometer südlich von Wien bei Erlaa in einen Unfall verwickelt. Bei diesem Unfall starb Wilke, Schlegelberger brach sich das Schienbein und mehrere Rippen. Nachfolger Wilkes als Schlegelbergers persönlicher Referent wurde Hans Gramm, der an der Kommentierung des neuen BGB-Kommentars mitgewirkt hatte.
Wilke war Mitglied der Akademie für Deutsches Recht und des Comité International Technique d’Experts Juridiques Aériens.

## Palandt
Wilke sollte der erste Herausgeber des Palandt werden, eines nach Otto Palandt benannten Kurzkommentars zum Bürgerlichen Gesetzbuch (BGB) und einigen Nebengesetzen, der erstmals 1938 erschien. Er war vom Verlag C.H.Beck als Herausgeber vorgesehen, den in der Zeit der NS-Diktatur von acht Autoren neu gefassten Kommentar zum BGB herauszugeben, wozu es aufgrund seines Unfalltodes jedoch nicht kam.